# Podabrus ninoseanus
Podabrus ninoseanus es una especie de coleóptero de la familia Cantharidae.

## Distribución geográfica
Habita en Japón.